# 南庄镇 (孟州市)
南庄镇，是中华人民共和国河南省焦作市孟州市下辖的一个乡镇级行政单位。

## 行政区划
南庄镇下辖以下地区：
南庄一村、南庄二村、南庄三村、西谢庄村、桑坡村、南社村、南扣村、司庄村、北庄村、殷家洼村、驸马庄村、杜村、里村、田寺村、上官村、下官村、上口村、下口一村、下口二村、沇河村、黄庄村、张庄村、盐西村、塔地村、王家沟村、蒿子沟村、小村和青龙村。